# Zaviralec tirozin kinaz
Zaviralci (inhibitorji) tirozin kinaz so (povečini protitumorne) učinkovine, ki z zaviranjem ključnih encimov, imenovanih tirozin kinaze (vrste proteinskih kinaz), ovirajo različne biokemične procese v tumorskih celicah. Tirozin kinaze katalizirajo prenos fosforilne skupine z ATP na specifične tirozinske ostanke različnih beljakovin in jih s tem aktivirajo ter sprožijo signalne poti v celicah.  
Njihovo ime je prepoznavno po končnici -tinib.
Mednje sodita na primer imatinib in gefitinib.

## Indikacije
Večina odobrenih zaviralcev tirozin kinaz se uporablja za zdravljenje različnih vrst raka (na primer kronične mieloične levkemije, kronične limfocitne levkemije, nedrobnoceličnega pljučnega raka, HER-2 pozitivnega raka dojke, melanoma ...). Manjša skupina učinkovin iz podskupine zaviralcev JAK izkazuje protivnetno delovanje in se uporabljajo na primer za zdravljenje revmatoidnega artritisa ...

## Vrste zaviralcev tirozin kinaz
Znotraj skupine zaviralcev tirozin kinaz obstaja več podskupin, glede na podtip tirozin kinaze, na katero delujejo:
- zaviralci tirozin kinaz, ki delujejo na EGFR (receptor za epidermalni rastni faktor, angl. epidermal growth factor receptor) – na primer  erlotinib in gefitinib,
- zaviralci VEGFR (receptor za vaskularni endotelijski rastni faktor, angl. vascular endothelial growth factor receptors) – pazopanib, sunitinib, kabozantinib, sorafenib in lenvatinib,
- zaviralci receptorja HER2 (receptor 2 za epidermalni rastni faktor, angl. human epidermal growth factor receptor) – lapatinib,
- zaviralci ALK (anaplastična limfomska kinaza, angl. anaplastic lymphoma kinase) – alektinib in krizotinib,
- zaviralci kinaze BCR-ABL – imatinib.

## Mehanizem delovanja
Tirozin kinaze so encimi, ki z dodajanjem fosfatnih skupin aktivirajo številne beljakovine, ki so vpleteni v kaskadne signalne celične poti. Zaviralci tirozin-kinaz so multitarčna zdravila, ki zavirajo te signalne poti.